# Bojová sestava

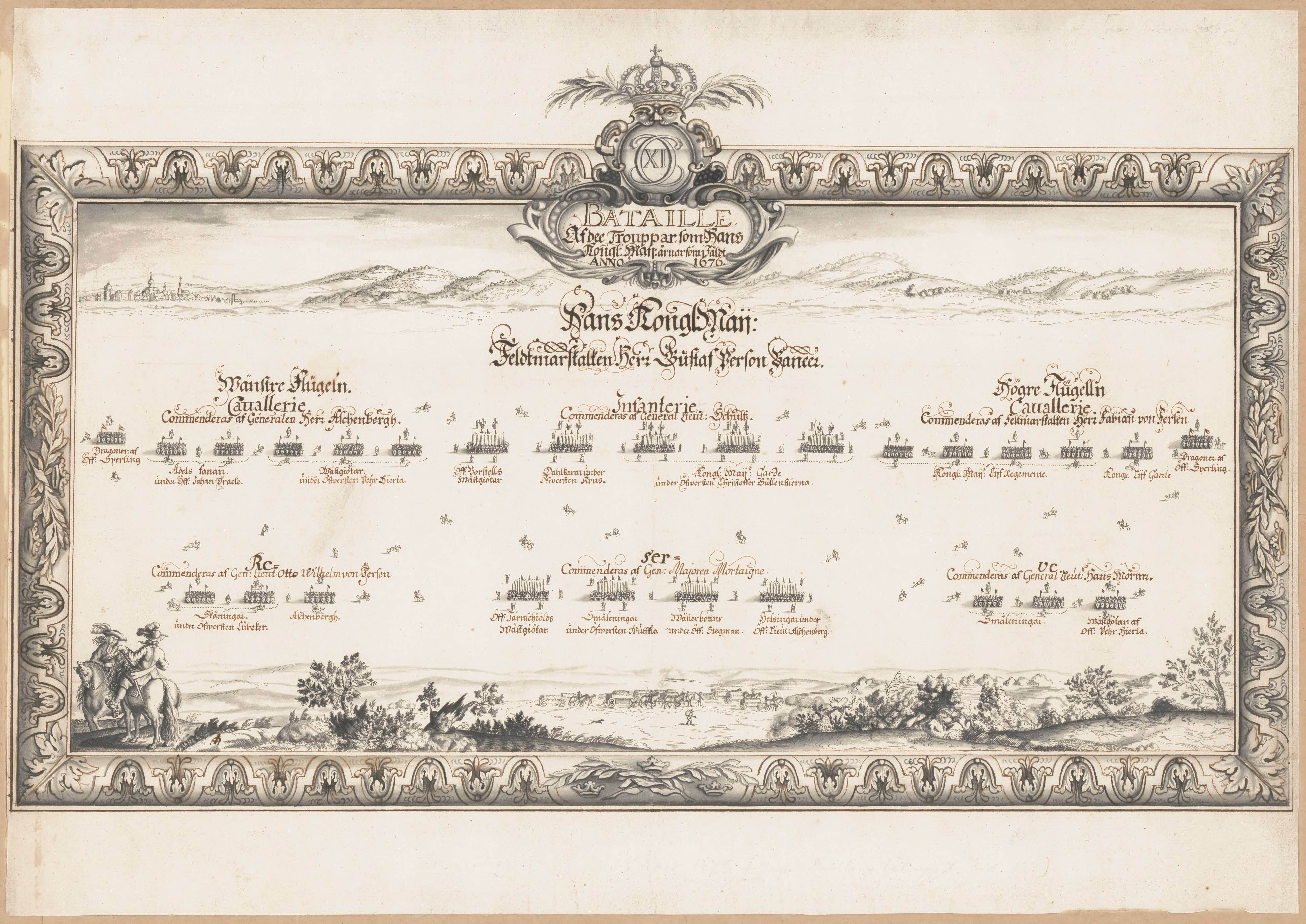
Bojová sestava vojáků, které vedl švédský král na bojiště v roce 1676

Bojová sestava (francouzsky ordre de bataille či anglicky order of battle, zkráceně např. ORBAT, OoB, O/B) je vojenský či vojenskohistorický termín používaný v moderní době pro detailní přehled o hierarchické organizaci, struktuře velení, síle, zbraních a vybavení a o rozmístění ozbrojených sil, zapojených např. v bitvě či válečném tažení. Historicky byla bojová sestava, též někdy bitevní řád, pořadím, v němž byly rozmístěny jednotky vzhledem k postavení velitele armády, nebo pořadím, v němž byly rozmístěny lodě v námořních situacích.
Obvykle vychází ze sady organizačních tabulek, např. pro pěší jednotky, které stanovují, kolik vojáků má být v jednom družstvu, četě, rotě atd., jaké mají mít zbraně, jaká použijí vozidla a jiné vybavení. Tyto tabulky se liší v závislosti na typu jednotky a místě jejího nasazení (např. pro nasazení v poušti potřebuje jiné vybavení než ve vysokohorském prostředí), ale základní struktura je stejná, takže je možné podle nich provádět plánování a zásobování jednotek. Jednotky pak nadřízeným útvarům hlásí pravidelné odpočty, např. ztráty osob i vybavení, takže se bojová sestava průběžně stále aktualizuje. Stává se tak základním článkem plánování rozsáhlé administrativy, potřebné k udržení armády na bojišti.

## Historie
Bojové sestavy se v dějinách vojenství rozvíjely od uspořádání nejmenších jednotek po rozsáhlé armádní struktury. Z antického Řecka je známa falanga coby sevřená formace pěchoty mající až 24 řad. Římské legie měly pěšáky rozdělené do 30 manipulů po 120 vojácích a jezdectvo do 10 turen (turmae) po 30 mužích. Husitská vojska byla známa svými bojovými vozy uspořádanými do vozové hradby. V období napoleonských válek se začaly prosazovat rozptýlené bojové sestavy (rojnice). V průběhu 1. světové války se pak více využívaly skupinové bojové sestavy, postupně zahrnující i tanky a děla, a za 2. světové války se v důsledku zavádění moderní bojové techniky členily bojové sestavy čím dál více do šířky a hloubky.